# Theraps
Theraps — це невеликий рід цихлових з країн Центральної Америки від Мексики до Панами.

## Опис
Деякі види, що були включені до тимчасового роду 'Cichlasoma' переглядаються науковцями із застосуванням аналізу ДНК. Рекласифікація очікується в найближчі кілька років. Види, що перераховані нижче були включені до роду на час написання статті (березень 2012 року). У даний час відмінність між родами Vieja й Theraps ще не цілком ясна.
Види роду Theraps є дуже територіальними й агресивними, особливо під час розмноження. Вони можуть утримуватись разом з іншими співрозмірними цихлідами й сомами, але з перемінним успіхом. Для утримання й розмноження декількох екземплярів достатньо об'єму більше 150 —200 літрів. У залежності від розміру на одну особину має припадати 75 —150 літрів об'єму.
Риби цього роду є всеїдними, вони з успіхом їдять різноманітних комах, ракоподібних, дрібних риб, червів, водорості та рослинну їжу. Як і інші цихліди, при утриманні в акваріумі, можуть викопати й з'їсти акваріумні рослини. В акваріумах риб годують сухими спеціалізованими пластівцями та гранулами, а також замороженими кормами. Обов'язковим є годування пропарені або проварені овочі, такі як горох, шпинат, кабачки, брюссельська капуста.
Theraps відкладають кілька сотень ікринок на плоских каменях або в яму в піску або гравії.
Зрілі дорослі екземпляри є дуже уважними батьками і можуть поранити або вбити інших риб, під час охорони молоді (мальків).
Самці часто більш барвисті й, в цілому, більші за розміром, ніж самиці, та можуть мати з віком розвинутий горб на лобі.
Розмноження в неволі дуже важке, так як необхідної умовою успішного нересту є наявність живих кормів, часта зміна води і підвищення температури від 2 до 4 градусів, що стимулює нерест.
При утриманні доцільно встановити кілька печер, щоб риби мали можливість ховатись одна від одної.

## Види
- Theraps irregularis Günther 1862